# NXT TakeOver: New Orleans
NXT TakeOver: New Orleans è stata la diciannovesima edizione della serie NXT TakeOver, prodotta dalla WWE per il suo settore di sviluppo, NXT, e trasmessa in diretta sul WWE Network. L'evento si è svolto il 7 aprile 2018 allo Smoothie King Center di New Orleans (Louisiana).
La serie di NXT TakeOver, riservata ai lottatori di NXT, è iniziata il 29 maggio 2014, con lo show tenutosi alla Full Sail University di Winter Park (Florida) e trasmesso in diretta sul WWE Network. I Dark Match sono contati dalla WWE come taping per la prossima puntata di NXT.

## Dusty Rhodes Tag Team Classic
|  | Quarti di finale NXT (7 marzo 2018) | Quarti di finale NXT (7 marzo 2018)               | Quarti di finale NXT (7 marzo 2018) |                                                     |                     | Semifinali NXT (28 marzo 2018) | Semifinali NXT (28 marzo 2018) | Semifinali NXT (28 marzo 2018) |  |  | Finale NXT TakeOver: New Orleans (7 aprile 2018) | Finale NXT TakeOver: New Orleans (7 aprile 2018) | Finale NXT TakeOver: New Orleans (7 aprile 2018) |
|  |                                     |                                                   |                                     |                                                     |                     |                                |                                |                                |  |  |                                                  |                                                  |                                                  |
|  |                                     | The Authors of Pain (Akam e Rezar)                | Schienamento                        |                                                     |                     |                                |                                |                                |  |  |                                                  |                                                  |                                                  |
|  |                                     | TM-61 (Nick Miller e Shane Thorne)                | 08:03                               |                                                     |                     |                                |                                |                                |  |  |                                                  |                                                  |                                                  |
|  |                                     | TM-61 (Nick Miller e Shane Thorne)                | 08:03                               |                                                     | The Authors of Pain | Schienamento                   |                                |                                |  |  |                                                  |                                                  |                                                  |
|  |                                     |                                                   |                                     |                                                     | The Authors of Pain | Schienamento                   |                                |                                |  |  |                                                  |                                                  |                                                  |
|  |                                     |                                                   | The Street Profits                  | 02:31                                               |                     |                                |                                |                                |  |  |                                                  |                                                  |                                                  |
|  |                                     | Heavy Machinery (Otis Dozovic e Tucker Knight)    | The Street Profits                  | 02:31                                               | 03:39               |                                |                                |                                |  |  |                                                  |                                                  |                                                  |
|  |                                     | Heavy Machinery (Otis Dozovic e Tucker Knight)    |                                     |                                                     | 03:39               |                                |                                |                                |  |  |                                                  |                                                  |                                                  |
|  |                                     | The Street Profits (Angelo Dawkins e Montez Ford) | Schienamento                        |                                                     |                     |                                |                                |                                |  |  |                                                  |                                                  |                                                  |
|  |                                     |                                                   |                                     |                                                     |                     |                                |                                |                                |  |  |                                                  | The Authors of PainPete Dunne e Roderick Strong  | 11:38                                            |
|  |                                     |                                                   |                                     | The Undisputed Era2 (c) (Adam Cole e Kyle O'Reilly) | Schienamento        |                                |                                |                                |  |  |                                                  |                                                  |                                                  |
|  |                                     | SAnitY (Alexander Wolfe e Eric Young)             | Schienamento                        |                                                     |                     |                                |                                |                                |  |  |                                                  |                                                  |                                                  |
|  |                                     | Riddick Moss e Tino Sabbatelli                    | 03:45                               |                                                     |                     |                                |                                |                                |  |  |                                                  |                                                  |                                                  |
|  |                                     | Riddick Moss e Tino Sabbatelli                    | 03:45                               |                                                     | SAnitY              | 10:23                          |                                |                                |  |  |                                                  |                                                  |                                                  |
|  |                                     |                                                   |                                     |                                                     | SAnitY              | 10:23                          |                                |                                |  |  |                                                  |                                                  |                                                  |
|  |                                     |                                                   | Pete Dunne e Roderick Strong        | Schienamento                                        |                     |                                |                                |                                |  |  |                                                  |                                                  |                                                  |
|  |                                     | Danny Burch e Oney Lorcan                         | Pete Dunne e Roderick Strong        | Schienamento                                        | 08:29               |                                |                                |                                |  |  |                                                  |                                                  |                                                  |
|  |                                     | Danny Burch e Oney Lorcan                         |                                     |                                                     | 08:29               |                                |                                |                                |  |  |                                                  |                                                  |                                                  |
|  |                                     | Pete Dunne e Roderick Strong1                     | Schienamento                        |                                                     |                     |                                |                                |                                |  |  |                                                  |                                                  |                                                  |

- 1 – La coppia formata da Pete Dunne e Roderick Strong ha preso il posto dei Moustache Mountain (Trent Seven e Tyler Bate) a causa dell'infortunio di Bate al ginocchio.
- 2 – La finale del torneo è stata un Triple Threat Tag Team match che includeva anche gli NXT Tag Team Champions, l'Undisputed Era (Adam Cole e Kyle O'Reilly) ed è stato valevole per i titoli di coppia di NXT. Cole era in sostituzione dell'infortunato Bobby Fish. Il match, infine, è stato vinto dall'Undisputed Era, la quale ha mantenuto i titoli e vinto il torneo.

## Risultati
| # | Incontri | Stipulazioni                                                                                          | Durata |
| - | --- | --- | ------ |
| N | Kairi Sane ha sconfitto Lacey Evans | Single match                                                                                          | 07:43  |
| N | Heavy Machinery (Otis Dozovic e Tucker Knight) vs. Riddick Moss e Tino Sabbatelli è terminato in no-contest                                           | Tag Team match                                                                                        | 06:02  |
| 1 | Adam Cole ha sconfitto EC3, Killian Dain, Lars Sullivan, Ricochet e Velveteen Dream                                                                   | Ladder match per l'NXT North American Championship                                                    | 31:24  |
| 2 | Shayna Baszler ha sconfitto Ember Moon (c) per knockout tecnico                                                                                       | Single match per l'NXT Women's Championship                                                           | 12:56  |
| 3 | The Undisputed Era (Adam Cole e Kyle O'Reilly) (c) ha sconfitto The Authors of Pain (Akam e Rezar) (con Paul Ellering) e Pete Dunne e Roderick Strong | Triple Threat Tag Team match per l'NXT Tag Team Championship Finale del Dusty Rhodes Tag Team Classic | 11:48  |
| 4 | Aleister Black ha sconfitto Andrade "Cien" Almas (c) (con Zelina Vega)                                                                                | Single match per l'NXT Championship                                                                   | 18:30  |
| 5 | Johnny Gargano ha sconfitto Tommaso Ciampa per sottomissione                                                                                          | Unsanctioned match Se Gargano avesse vinto, sarebbe stato riassunto ad NXT.                           | 37:06  |

N Indica che il match farà parte di una futura puntata di NXT.